# Xochitécatl

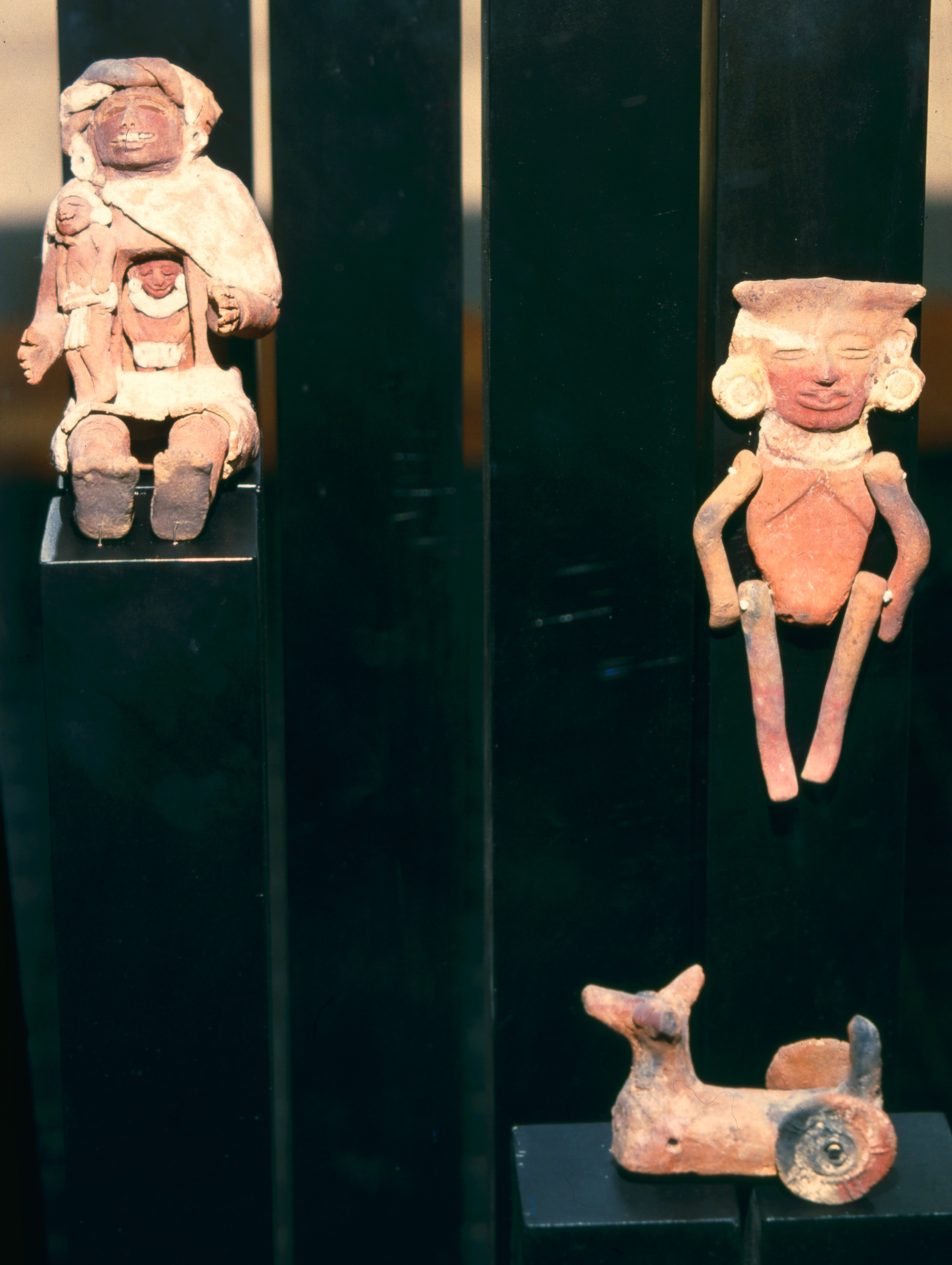
Figurinen von Xochitecatl: Gliederpuppen und „Offenbauch-Puppen“

Xochitécatl ist eine wichtige archäologische Zone im Süden des mexikanischen Bundesstaates Tlaxcala. Der Name aus dem Náhuatl besteht aus xōchitl (Blume) und dem Suffix -tēcatl, das Bewohner eines Ortes bezeichnet, dessen Name auf -tlān (bei) endet, und bedeutet: „Er wohnt beim Blumenort“. Der Name verweist offenbar auch auf die ethnische Gruppe der mit den Olmeca-Xicallanca verwandten Xochiteca.

## Lage
Xochitécatl befindet sich beim Ort San Miguel Xochitecatitla auf dem in etwa 2300 m Höhe gelegenen Gemeindegebiet von Municipio Natívitas ca. 24 km (Fahrtstrecke) südwestlich der Stadt Tlaxcala bzw. ca. 35 km nordwestlich von Puebla, der Hauptstadt des benachbarten Bundesstaates, entfernt. Die archäologische Stätte von Cacaxtla befindet sich nur ca. 2 km östlich.

## Forschungsgeschichte
Die ersten Grabungen fanden in den 1970er Jahren im Rahmen eines interdisziplinären deutsch-mexikanischen Forschungsvorhabens durch Bodo Spranz statt. In den 1990er Jahren wurden die Arbeiten in großem Umfang unter Leitung von Mari Carmen Serra Puche mit großräumigen Restaurierungen fortgesetzt.

## Der Fundort

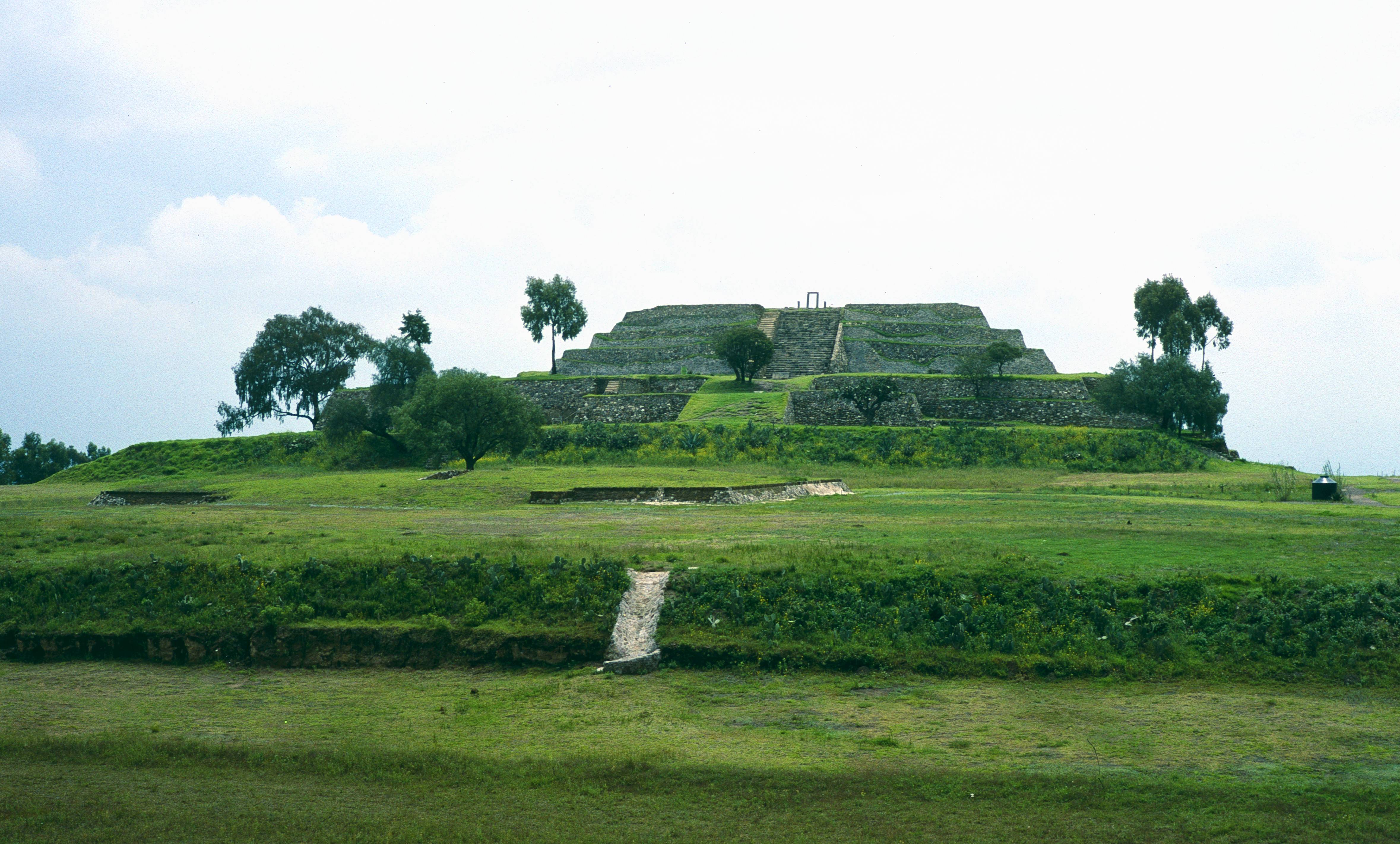
Die Blumenpyramide

Der Fundort liegt auf einem erloschenen Vulkan rund 100 m über der Talfläche des Río Atoyac. Die Oberfläche des Berges ist schon in alter Zeit künstlich verändert worden, um auf einer Plattform Platz für große Konstruktionen zu schaffen. Dies sind vor allem pyramidenartige Konstruktionen auf drei Seiten einer zentralen Plaza. Im Osten liegt die größte, die Blumenpyramide (Pirámide de las Flores), im Süden die Schlangenpyramide (Pirámide de la Serpiente), im Westen die Spiralpyramide (La Espiral). In der Mitte der Plaza vor der Blumenpyramide befindet sich die niedrige Plattform der Vulkane (Basamento de los Volcanes). Natürlich sind alle diese Namen Erfindungen der Archäologen.
Das Zentrum stammt ursprünglich aus dem Mittleren Präklassikum (800 v. Chr.) und wurde um 100 zum ersten Mal aufgegeben. Eine weitere Besiedlung dürfte um 650 während des Epiklassikums gleichzeitig mit dem auf dem nächsten Hügel liegenden Cacaxtla begonnen haben. In dieser Zeit wurde die Blumenpyramide in die jetzige Form gebracht und die kleine Plattform der Vulkane vor ihr errichtet. Ebenso wie Cacaxtla wurde auch Xochitécatl zwischen 900 und 1100 verlassen. Ein Grund könnte in einer starken Aktivität des Popocatépetl gelegen haben. Die Wohnsiedlung von Xochitécatl lag rings um diesen Bezirk auf den terrassierten Hängen des Berges und reicht ebenfalls zurück bis in das Mittlere oder Späte Präklassikum. 

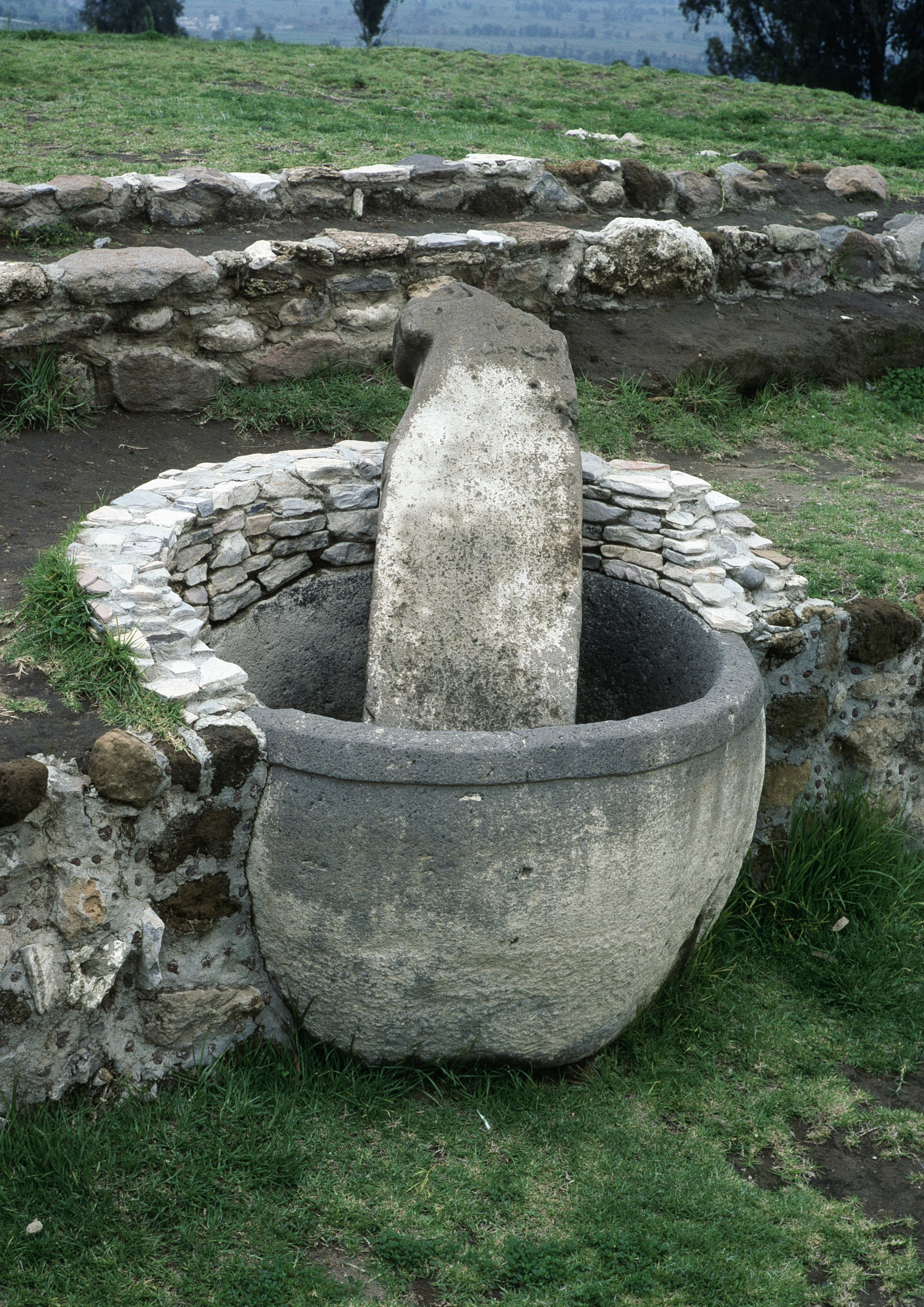
Steinernes Wasserbecken mit Stele

Zu den erstaunlichen Gegenständen von Xochitécatl gehören mehrere große monolithische Steinbecken (bis 2,5 m Durchmesser), wie sie auch aus anderen gleichzeitigen Fundorten in der weiteren Umgebung bekannt sind. Sie wurden am Fuß der Treppe zur Blumenpyramide gefunden. Teilweise lagen andere Steinmonumente in den Becken. 
Bemerkenswert sind auch Figurinen, die meist aus der Plattform der Vulkane stammen. Mehrere zeigen schwangere Frauen mit einer quadratischen Öffnung im Bauch, durch die man das ungeborene Kind sehen (und es herausnehmen) kann. 

### Blumenpyramide
Dies ist von Volumen (120 × 165 m) und Höhe (über 30 m) die größte Pyramide des Xochitécatl. Die Konstruktion besteht aus acht geböschten Stufen. Man erreicht die oberste Plattform über eine Treppe, auf der verstreut bei den Ausgrabungen mehr als 2000 Tonfigürchen von Frauen in allen Phasen des Lebens gefunden wurden (einschließlich Schwangere mit einem Fenster im Bauch). Sie zeigen meist üppige Kleidung mit verschiedenartigen Mustern. Im Inneren der Konstruktion wurden mehr als 30 Kindergräber gefunden. In Mund einiger der Kinder lagen Grünsteinperlen. Das Bauwerk stammt aus dem Mittleren Präklassikum und wurde immer wieder verändert und erweitert. 

### Schlangenpyramide
Auch dieses Gebäude stammt aus dem Mittleren Präklassikum und hatte ursprünglich rechteckige Form. Der Name kommt von einem monolithischen Steinbecken, in dem eine beschädigte Stele lag. Auf der Stele sind die gespaltene Zunge und die Zähne einer Schlange zu erkennen. Der Aufstieg erfolgte über eine Rampe, später über eine Treppe aus Tepetate-Blöcken. Tepetate ist eine verhärtete Form vulkanischer Asche.

### Spiralpyramide

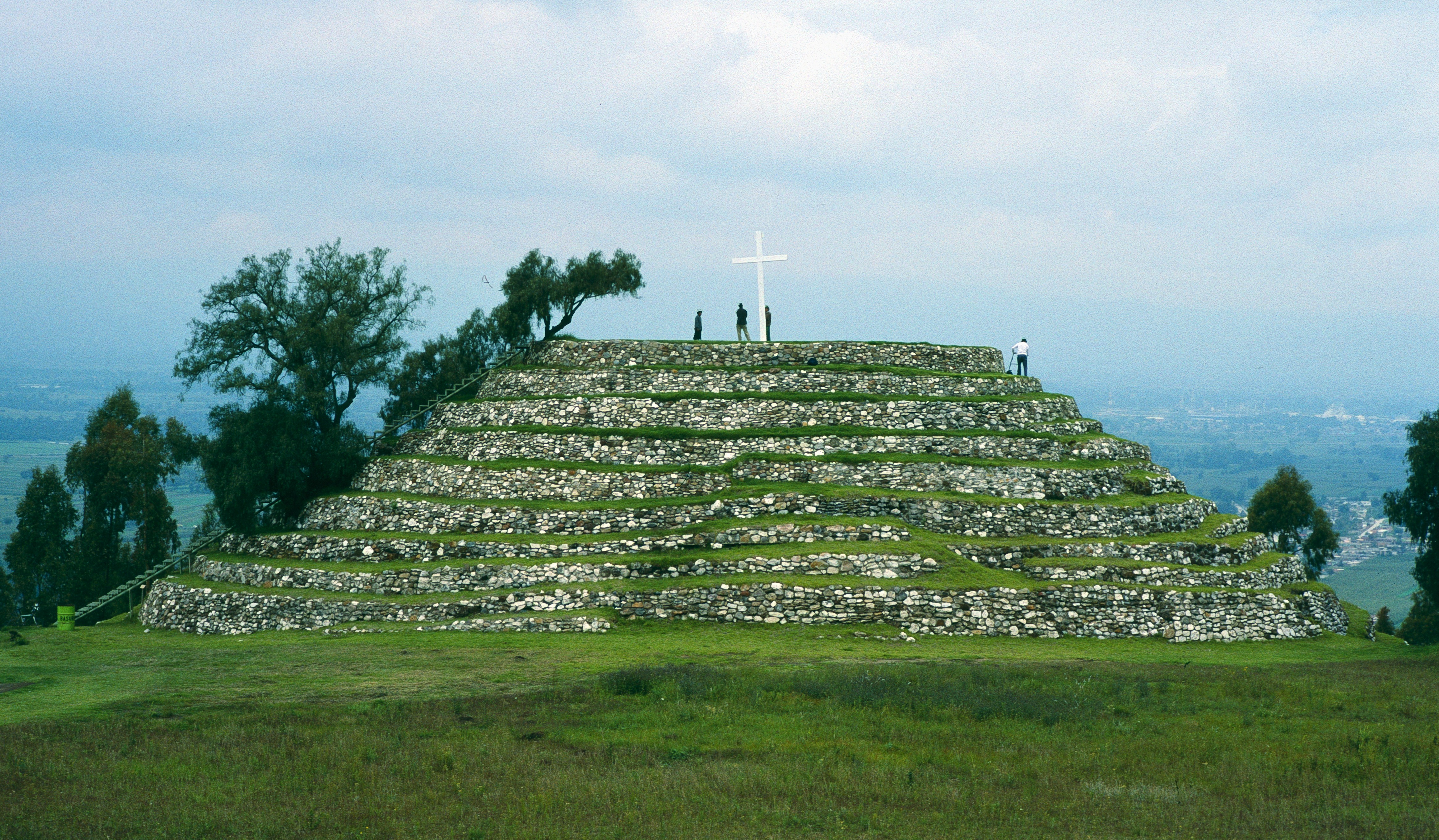
Spiralpyramide

Dieses Gebäude mit kreisrundem Grundriss besteht aus neun geböschten Stufen, die als Spirale angeordnet sind. Sie bilden auch den einzigen alten Zugang zur Plattform an der Spitze der Pyramide. Das aus dem Präklassikum stammende Bauwerk wurde mehrfach überbaut, ohne den Charakter zu ändern.